# Чучело (фильм)
«Чу́чело» — художественный фильм Ролана Быкова о шестикласснице, сумевшей выстоять в столкновении с подлостью и жестокостью со стороны одноклассников. Фильм снят в 1983 году по одноимённой повести Владимира Железникова, написанной в 1981 году на основе случая с племянницей автора, которая взяла на себя чужую вину, после чего весь класс объявил ей бойкот.
«Чучело» стал откровением для кинозрителей СССР, так как являлся одним из первых фильмов, в котором советские школьники были показаны антагонистами. Фильм также вызвал широкий общественный резонанс и обширные дискуссии в СМИ: одни требовали уничтожить работу Быкова как «опозорившую честь советских детей», другие, наоборот, восхваляли режиссёра за такую «дерзость» и утверждали, что изображённая картина весьма реальна.
В 1986 году фильм был удостоен Государственной премии СССР, а также главного приза на Международном юношеском кинофестивале в Лаоне.
Последняя большая актёрская работа Юрия Никулина и последняя режиссёрская работа Ролана Быкова в полнометражном кино.

## Сюжет
В провинциальную школу приходит новенькая ученица Лена Бессольцева. Она селится в доме своего деда Николая Николаевича, ветерана Великой Отечественной войны. Николай Николаевич коллекционирует картины, написанные одним из его предков, и устраивает картинную галерею в своём доме. В городке деда недолюбливают из-за его замкнутого образа жизни.
Когда Лена приходит в свой новый шестой класс, одноклассники своим поведением ясно дают понять, что презирают её. Они несколько раз злорадно смеются над Леной и её дедушкой, а она, наивно полагая, что они якобы ей рады, смеется вместе с ними. Причина неприязни к Лене кроется в том, что все считают её такой же чудаковатой, как и её деда, которого в городке называют «запла́точником»: он настолько увлечён сбором картин, что уже долгое время ходит в одном пальто, которое от старости пошло лохмотьями.
В классе особенно ярко выделяются следующие ученики: Миронова по прозвищу «Железная кнопка» (грубая девочка, считающая себя лидером класса, с железными убеждениями, желающая безжалостно карать любого, кого считает предателем), Лохматый (силач класса, считающий, что самое главное в человеке — сила), Шмакова (первая красавица в классе, всегда делающая то, что выгодно в первую очередь ей и использующая в своих целях мальчиков, которые в неё влюбляются), Попов (влюблён в Шмакову), Валька (мальчик из бедной семьи, а потому убеждённый в том, что счастье — это много денег и даже сдающий по рублю бродячих собак на живодёрню, на которой работает его старший брат Петька), Марина-Мотя (мечтающая вырваться из-под опеки матери и уехать к отцу в Москву), Васильев (самый тихий мальчик в классе и единственный, кто не издевается над Леной) и Сомов (мальчик из богатой семьи, из-за денег пользующийся большим авторитетом в классе). Желая хоть как-то завоевать уважение ребят, Лена на все их колкости в адрес неё и деда старается улыбаться и во всём с ними соглашается, однако добивается противоположного эффекта. Классу её поведение кажется совершенно непонятным, и поэтому ей дают кличку «Чучело», на которую Лена старается не обижаться. И только Дима Сомов оказывает новенькой поддержку. Дружба Лены и Димы, переросшая в любовь, вскоре даёт трещину из-за следующего трусливого подлого поступка Димы.
Ребята по совету пришедшего отдать Вальке портфель Петьки решают прогулять урок и пойти в кино. Когда все тайком выходят на улицу, обнаруживается, что Дима оставил в классе копилку, в которой хранились деньги на поездку в Москву (собственно говоря, готовясь к этой поездке, ребята так много работали, что и решили прогулять урок). Лена вызывается её принести, но спотыкается, и Дима, обозвав её недотёпой, бросается вперёд. Лена идёт вслед за ним и у дверей класса слышит, как их классная руководительница Маргарита Ивановна выпытывает у Димы, куда все сбежали. Дима не хочет выдавать ребят, но в какой-то момент учительница называет его трусом, и он, не выдержав, выдаёт тайну. Лена всё это слышит, затаившись за дверью, но ни она, ни Дима не знают, что в этот момент в классе под партой прячутся Шмакова и Попов.
В наказание за прогул ребят лишают поездки в Москву в осенние каникулы, к которой весь класс очень долго и трепетно готовился. Ребята решают найти и наказать виновного, и Лена, видя нерешительность Димы, берёт его вину на себя, в результате чего становится изгоем. Одноклассники объявляют ей бойкот, жестоко издеваются над ней при каждом удобном случае и даже несколько раз жестоко избивают. Лена долгое время надеется, что Дима всё же признается в своей вине, но тот всё не решается. В конечном итоге, несмотря на глубокую привязанность к Лене, Дима присоединяется к своим одноклассникам, так как понимает, что если и дальше продолжит защищать Лену, то тоже станет жертвой. В один из дней Валька крадёт платье Лены. Не без участия Димы одноклассники поджигают платье Лены с табличкой «Чучело-предатель».
На следующий день Лена, желая проучить Диму и других одноклассников, остригает себе волосы и на дне рождения Сомова унижает всех, кто подло издевался над ней. В этот момент Миронова начинает сомневаться в предательстве Бессольцевой, видя в ней моральную силу. Попов понимает, что дело зашло слишком далеко, и выдаёт Диму. Весь класс объявляет Диме бойкот. Только Лена отказывается объявлять Диме бойкот, несмотря на то, что он предал её.
Лена уезжает из города вместе со своим дедушкой. Перед отъездом Николай Николаевич завещает все свои картины и дом в память городу в качестве городского музея. Свою любимую картину, на которой изображена очень похожая на Лену его бабушка Маша, Николай Николаевич дарит школе. В финале один из учеников оставляет надпись над картиной: «Чучело, прости нас!», а свидетелем отъезда Лены и дедушки становится военный оркестр.

## В ролях
- Кристина Орбакайте — Лена Бессольцева, школьница
- Юрий Никулин — Николай Николаевич Бессольцев, дедушка Лены
- Дмитрий Егоров — Дима Сомов, одноклассник Лены
- Елена Санаева — Маргарита Ивановна Кузьмина, классный руководитель
- Светлана Крючкова — тётя Клава, парикмахерша
- Ролан Быков — дирижёр военного оркестра суворовского училища
- Павел Санаев — Васильев, одноклассник Лены
- Андрей Ломов — рыжий шкет
- Николай Манвелов — очкарик
- Марина Мартанова — Марина (Мотя), одноклассница Лены, дочь тёти Клавы
- Анна Толмачёва — Шмакова, одноклассница Лены
- Максим Чмель — Попов, одноклассник Лены
- Ксения Филиппова — Миронова (Железная кнопка), одноклассница Лены
- Константин Чеховской — Валька, одноклассник Лены
- Олег Быков — Петька, старший брат Вальки
- Дмитрий Кружилин — Лохматый, одноклассник Лены
- Мария Артёмова — Светка, младшая сестра Димы
- Елена Логинова — одноклассница Лены
- Антонина Вольская — Александра Васильевна, директор школы
- Елена Вольская — бабка
- Олег Штефанко

## Съёмочная группа
- Авторы сценария: Владимир Железников, Ролан Быков
- Режиссёр-постановщик: Ролан Быков
- Оператор-постановщик: Анатолий Мукасей
- Художник-постановщик: Евгений Маркович
- Композитор: София Губайдулина
- Звукооператор: Владимир Курганский
- Дирижёр: Сергей Скрипка
- Режиссёр: Александр Хайт
- Операторы: Д. Смидович, Владимир Мясников
- Художник по костюмам: А. Докучаева
- Монтажёр: Людмила Елян
- Художник-гример: Е. Евсеева
- Комбинированные съёмки:
  - оператор: Всеволод Якубович
  - художник: Ирина Иванова
- Консультант: А. Петровский
- Редактор: Наталья Лозинская
- Музыкальный редактор: Раиса Лукина
- Директор картины: Сергей Вульман

## Музыка
Почти вся музыкальная дорожка фильма состоит из мелодий, которые не поощрялись тогда в советском кино. Композитор фильма София Губайдулина была приглашена Быковым после того, как тот услышал музыку к мультфильму «Балаган». Губайдулина, которая написала, по её словам, для фильма «тему чистой любви», на тот момент входила в Хренниковскую семёрку. Быков назвал Губайдулину «этически близким к фильму человеком».
Помимо этого, в фильме трижды звучат композиции иностранных поп- и рок-групп, причём звучат они в сценах, в которых задействована Кнопка со своей компанией, словно подчёркивая их антигеройственность:
- сцена «очной ставки» разворачивается под песню Артура Александера «Anna (Go to Him)» в исполнении The Beatles, а когда Кнопка и ребята идут за Леной в самом начале фильма, фоном является песня «Venus» (кавер-версия хита голландской группы Shocking Blue в исполнении ВИА «Здравствуй, песня» с альбома «Мы любим „диско”»[источник не указан 1109 дней]);
- сцена, где Лена пытается отнять у ребят платье и где её любовь к Сомову окончательно рушится, музыкальным фоном является песня «A Cowboy’s Work Is Never Done» американского дуэта «Сонни и Шер» в исполнении так же ВИА «Здравствуй, песня» с того же альбома[источник не указан 1109 дней];
- на дне рождения Сомова Лена танцует под песню «Good Good Lovin’» Чабби Чекера.

Также в фильме прозвучали песня Аллы Пугачёвой «Старинные часы» и композиция «Пасифик» латвийской группы «Зодиак» (сцена, где ребята собирают хворост для костра, чтобы сжечь чучело Лены), а также песня «Куда уехал цирк» Валерия Леонтьева.
Во время финальной сцены в школе звучит песня «Беловежская пуща» в исполнении детского хора.
Губайдулина была номинирована вместе с Ю. Никулиным, К. Орбакайте и Е. Санаевой на получение Государственной премии СССР, однако её, как и остальных, из списка вычеркнули.

## История создания
На рубеже 1970—1980-х годов Ролан Быков как режиссёр находился не у дел из-за натянутых отношений с Госкино, так как в его фильмах постоянно усматривались различные антисоветские намёки.
Выбрать сюжет для нового фильма Быкову помог случай. Его жена Елена Санаева обратила внимание на повесть Владимира Железникова «Чучело», которой зачитывался её сын Павел. Повесть показалась ей очень интересной, и она предложила мужу почитать её на ночь. Утром Санаева проснулась от того, что Быков швырнул книгу в потолок, из чего она сделала вывод, что в качестве будущей экранизации повесть ему приглянулась. С проблемой школьной травли Быков был хорошо знаком: Павел в младших классах был изгоем.

### Подбор актёров
Подбирая актёров на роли школьников, Ролан Быков просматривал пробы множества детей по 12 часов в сутки. На роль Лены Бессольцевой Ролан Быков отсмотрел около 17 тысяч девочек со всего Союза. Кристину Орбакайте на пробы привела её бабушка. В списке кандидатов Кристина значилась около четырёхсотого номера и первоначально не прошла даже фотопробы — Быкову её внешность показалась крайне отталкивающей, и он заявил «Ей с такими глазами и губами только ротой солдат командовать». Первоначально в представлении Быкова образ Лены был совершенно далёк от того, который сыграла Орбакайте. В его представлении Лена имела воздушное открытое лицо невинной жертвы, но потом Быкову показалось, что типаж, который он искал, больше напоминал «хитрую аферистку», и в итоге Кристина была наконец вызвана на кинопробу, которая длилась всего 4 минуты, после чего Быков вынес окончательный вердикт.
На одну из ролей пробовался Алексей Фомкин, для которого это должно было стать дебютом в кино. Учась тогда в 5 классе, он участвовал в московском общегородском конкурсе чтецов, где занял 2 место. На нём его заметил ассистент Ролана Быкова и пригласил на пробы, но Алексей их не прошёл. Но поскольку пробы проходили на киностудии имени Горького, то в актёрской базе остались фотографии Алексея, и спустя несколько месяцев его пригласили в киножурнал «Ералаш».
На роль Димы Сомова Ролан Быков никак не мог найти актёра. Даже утвердив своего пасынка Павла Санаева на роль Васильева, он предпринял попытку попробовать утвердить его на роль Сомова, но эти пробы Павел не прошёл. Увидев Митю Егорова, Быков показал на него и сказал: «Мне нужен этот мальчик. У него серьёзное лицо и капризная губа!» Мать Мити Наталья Кустинская была против того, чтобы он имел отношение к кино. Но его отец был в Америке, а матери Быков просто сказал: «Тебя вообще никто не спрашивает!».
В какой-то момент Ролан Быков отдал своим ассистентам распоряжение, чтобы они подбирали юных актёров среди детей артистов. Так, в фильм пробовались Филипп Янковский (его пробовали на роль Сомова, но родители не отпустили на съёмки, из-за чего Быков объявил его отцу Олегу бойкот) и Мария Миронова. Также Быков приглашал в фильм Таню Проценко, игравшую Мальвину в фильме «Приключения Буратино», и Яну Поплавскую из фильма «Про Красную Шапочку». Тане Быков предложил роль самой Железной Кнопки, но она, повзрослевшая к тому времени, отказалась играть отрицательного персонажа. Поплавская пришла на пробы, но обнаружилось, ей 15 лет и она была взрослой, что мешало играть ученицу 6 класса.
Марина Мартанова также пробовалась на роль Железной кнопки, но не прошла пробы. Однако Быков, видя её сильное желание сняться в кино, переписал сценарий. Вместо Толика Рыжего в нём появилась девочка Марина, которая фактически стала его альтернативой. Почти вся сюжетная линия Рыжего и его реплики перешли к этому новому персонажу.
В этом фильме Быков снял почти всю свою семью. Жена Елена сыграла учительницу Маргариту Ивановну, старший пасынок Олег исполнил роль старшего брата Вальки — Петьки, младший пасынок Павел — Васильева. Быков также хотел «протащить» в фильм своего тестя Всеволода Санаева, чтобы немного наладить с ним отношения. По его замыслу, тот должен был сыграть Николая Николаевича, но Всеволод Васильевич сразу после проб заболел. По версии Елены Санаевой, Всеволода Санаева довела до сердечного приступа его жена Лидия, не желая, чтобы фильм был перегружен «семейными актёрами», а по другой версии — у них снова разладились отношения. Сам Быков снялся в роли дирижёра оркестра, который показывают во время вступительных титров, а затем ещё несколько раз на протяжении фильма.

### Съёмки

Плакат фильма, художник Владимир Сачков

Съёмки на натуре начались 1 октября 1982 года. Несмотря на то, что фильм является социальной психологической драмой, детский актёрский состав вспоминает съёмки как сплошное развлечение. В частности, Ксения Филиппова утверждает, что в сцене, где Кнопка замахивается камнем на Шмакову, она на самом деле еле сдерживала смех. В свою очередь, Кристина Орбакайте в жизни так сильно отличалась по характеру от Лены Бессольцевой, что Быкову приходилось часто изолировать её от остальных актёров, кроме Никулина, чтобы она лучше вживалась в роль.
На пятый день съёмок в Калинине Орбакайте сломала левую руку, когда, выбегая из кадра, упала на лестнице. Это был кадр из сцены, где Дима и Лена с чемоданами в руках убегают от класса. В детской областной больнице Калинина ей наложили гипс, который никак нельзя было оставлять на виду, и поэтому в развалины старинного дома, где ребята зажали Сомова (эта сцена снималась следующей), Лена прибегает с намотанным на руку зелёным шарфом, которым ей затем завязывают глаза.
Съёмки на натуре продолжались до конца ноября, после чего перешли в павильоны «Мосфильма», где были построены декорации внутренних помещений дома Бессольцевых, классная комната и две комнаты из дома Сомова. Закончились съёмки весной 1983 года.
Самым сложным было уследить за погодой. Буквально через несколько дней после начала съёмок внезапно выпал снег, и в результате перед каждой съёмкой вызывались пожарные машины, которые с помощью шлангов растапливали изморозь. Дополнительно пришлось изготовить множество бутафорских листьев, чтобы в кадре действительно стояла осень. При этом в последней сцене снег напротив был имитирован при помощи пожарной пены.
По воспоминаниям членов съёмочной группы, Орбакайте никогда не спорила с Быковым и делала всё именно так, как он просил. Взбунтовалась она лишь однажды: когда Лена по сюжету отстригает свои косы. Сначала она согласилась отрезать свои настоящие волосы, но потом в последний момент поменяла своё решение. Основным аргументом было: «Мама не разрешила!» На этот счёт бытуют две версии. Согласно первой, Пугачёва действительно не позволила стричь свою дочь наголо, так как на тот момент она готовила Орбакайте для выхода в свет (на «Голубом огоньке», приуроченном к 8 марта 1983 года, они вдвоём спели песню «А знаешь, всё ещё будет»). По другой версии, Пугачева ничего об этом не знала, и Орбакайте использовала данный аргумент, понимая, что её мать никто не осмелится ослушаться. Быкова это поставило в тяжёлое положение, потому что, когда он обратился на «Мосфильм» с вопросом, могут ли там сделать парик, имитирующий стрижку наголо, ему сначала ответили отказом, потому что в советском кинематографе подобных париков на детей тогда вообще не делали. В результате Быков и Орбакайте пришли к компромиссу, по которому девочка согласилась коротко остричь свои волосы (это для сцены, где Лена отстригает косы), а затем на неё надевали специальный парик, который на Орбакайте перед каждым съёмочным днём натягивали в течение трёх часов.
На протяжении съёмок фильма Быков старательно выпроваживал со съёмочной площадки журналистов, потому что Госкино искало любой предлог, чтобы прекратить работу над таким фильмом. Поэтому никакая информация о съёмках не должна была попасть в средства массовой информации. Тем не менее в декабре 1982 года в одном из выпусков «Кинопанорамы» появилось интервью Быкова прямо со съёмочной площадки фильма. Однажды, прямо во время съёмки, к Быкову пробрался корреспондент журнала «Экран». Стоявший рядом оператор Анатолий Мукасей приготовился к тому, что может начаться драка. Но этого не случилось, потому что корреспондент вместо привычных вопросов сказал: «У нас в классе была точно такая же девочка. Её все колотили за то, что она не боялась говорить правду».

### Места съёмок
Фильм снимался в Твери (тогда — Калинин), отдельные сцены были сняты в городе Торжке Тверской области. Сцены в помещениях снимались в декорациях на Мосфильме. Тверской речной вокзал сыграл в фильме сразу несколько ролей: парикмахерская, где работает мама Марины (вид снаружи), сцена в начале и в конце (арка со ступеньками, по которой вначале ребята гонят Лену, а в финале Лена вместе с дедушкой спускается по ней к причалу) и галерея, в которой Лена первый раз появляется перед зрителем, а потом по ней её преследуют ребята.
Внешний вид дома Бессольцевых снимали в Старице (Тверская область), там же и развалины старой церкви в парке (церковь Вознесения бывшего Вознесенского монастыря), в сенях которой сжигали чучело.

## Оценки
По мнению психолога Владимира Собкина, проблему буллинга в школе фильм рассматривает гораздо глубже, чем современные ему психологические исследования.

## Награды
- Государственная премия СССР
- Гран-при на МКФ в Лане (Франция)[10].